# 内藤守三

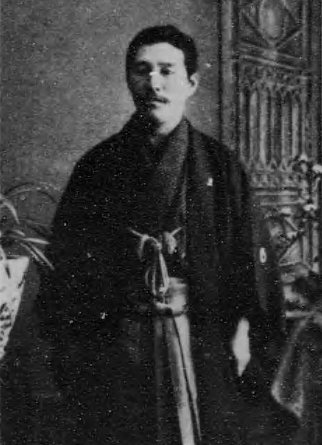
内藤守三

内藤 守三（ないとう もりぞう、安政4年2月13日（1857年3月8日） - 昭和21年（1946年）2月22日）は、実業家、政治家。国勢調査創設者。安芸国賀茂郡板城村馬木（現在の広島県東広島市）出身。幼名・太郎一。

## 来歴
若くして庄屋をつとめ、戸長にもなる。竹原の学館で漢学を修め1870年上京、東京開成学校で英語、法律、国勢学（統計学）を、皇典講究所で国学を学ぶ。卒業後黒瀬川の浚渫事業に携わった後、実業家となり1888年呉市に呉土工会社を設立。呉海軍工廠の誘致・山陽鉄道の国有化等に尽力、また呉市二河公園の建設など同地の市街地整備にあたった。1892年には高性能爆弾の研究を進めていた下瀬雅允に資金を提供し、日露戦争で威力を発揮した下瀬火薬の開発に協力した。
1899年郡部選出、無所属、衆議院議員に選出され4回当選。杉亨二や呉文聰らと共に国勢調査の実施に尽力。その必要性を主唱し1902年2月の第16回帝国議会に委員長として「国勢調査ニ関スル法律案」を議員提出法案として衆議院に提出。原案どおり可決、即日貴族院に送付、3月可決。12月、法律第49号をもって公布され1905年の施行となったが、1904年から始まった日露戦争により延期。しかし同年台湾で予備的調査を行う。この調査は1920年の第1回国勢調査の下地となったが、既に15年が経過し杉亨二も呉文聰も他界し、国勢調査に関わった人物でひとり内藤のみが、初の国勢調査を見届けた。
1946年逝去。翌日勲四等瑞宝章が授与された。

## 栄典
- 1921年（大正10年）7月1日 - 第一回国勢調査記念章[5]

## 著書
- 回顧小話